# 文員
文員又稱書記員，主要在公司裡面負責基本文書工作的白領人員，通常是最低級別的職員。文員可以根據自己群體所負責的工作再細分，譬如打字員、销售員、收貨员等。其實，在美國，文員是該國最大的職業群體。